# Elizabeth Hinostroza
Pour les articles homonymes, voir Hinostroza.
Elizabeth Hinostroza Pereyra, née le 8 juillet 1968 à Lima au Pérou, est une neurochirurgienne, médecin général de la police nationale et femme politique péruvienne.
Elle est la première femme médecin promue au grade de général au Pérou. Elle est professeure d'université, et directrice de la santé de la Police péruvienne. Elle devient ministre de la Santé du pays du 18 novembre 2019 au 20 mars 2020, dans le gouvernement de Martín Vizcarra.

## Biographie

### Jeunesse, formation
María Elizabeth Jacqueline Hinostroza Pereyra naît à Lima, la capitale du Pérou, le 8 juillet 1968. Elle effectue des études de médecine et obtient son doctorat en médecine à l'université nationale de San Marcos (en espagnol : Universidad Nacional Mayor de San Marcos, UNMSM). Elle est également titulaire d'une maîtrise en santé publique avec mention en gestion hospitalière de l'université nationale Federico Villarreal (UNFV). Elle obtient aussi une maîtrise en neurochirurgie de l'université de San Martín de Porres (USMP) ainsi qu'une spécialisation en neurochirurgie fonctionnelle à l'université Paul Sabatier à Toulouse en France.

### Neurochirurgienne, professeure
Elizabeth Hinostroza entre en mai 1990 au service de santé de la Police nationale du Pérou (PNP) en tant que médecin, assimilée officier, avec le grade de capitaine, et y devient colonel en 2009.
Elle est la première médecin de l'armée à implanter chirurgicalement une électrode cérébrale pour le traitement de la maladie de Parkinson. Elle est aussi professeure de premier cycle et professeure des cycles supérieurs à l'École de médecine de l'université de San Martín de Porres.

### Officier général
En janvier 2017, Elizabeth Hinostroza est élevée au rang de médecin général, devenant la première femme péruvienne à atteindre ce grade.
Elizabeth Hinostroza est nommée en 2017 membre du conseil d'administration de la Caisse d'assurance maladie de la police nationale du Pérou (SaludPol). Elle est depuis 2019 la directrice de la santé de la Police nationale.
Elle est élue membre de plusieurs sociétés académiques comme l'Académie péruvienne de chirurgie, l'Académie de santé des forces armées et de la police nationale du Pérou, la Société française de neurochirurgie.

### Ministre de la Santé
Elizabeth Hinostroza est nommée le 18 novembre 2019 ministre de la Santé, dans le troisième gouvernement de Martín Vizcarra,,.
Le 20 mars 2020, pendant la crise sanitaire provoquée par la pandémie de Covid-19, Elizabeth Hinostroza est démise de ses fonctions ministérielles ; Víctor Zamora (es) est désigné pour lui succéder.